# Wiktor Michailowitsch Germanow
Wiktor Michailowitsch Germanow (russisch Виктор Михайлович Германов; * 6. Dezemberjul. / 19. Dezember 1916greg. in Woronesch; † 16. Februar 1987) war ein sowjetischer Luftfahrtingenieur.

## Leben
Germanows Vater Michail Iwanowitsch Germanow war Lehrer einer geistlichen Schule und nach der Oktoberrevolution Angestellter der Verwaltung der Südost-Eisenbahn. Wiktor Germanow arbeitete ab 1935 als Zeichner und dann als Konstrukteur im Woronescher Luftfahrt-Werk Nr. 18.
1940 wurde Germanow in das Moskauer Sonderkonstruktionsbüro OKB Iljuschin versetzt, in dem er bald einer der engsten Mitarbeiter Sergei Wladimirowitsch Iljuschins wurde. Er arbeitete als Ingenieur-Konstrukteur und wurde schließlich Chef der Abteilung für Flugzeug-Vorprojekte des Projektbüros. Er war direkt beteiligt an der Entwurfsarbeit für das Schlachtflugzeug Iljuschin Il-2. Er leitete die Vorplanungsarbeiten für die Entwicklung der Iljuschin Il-10. Er war beteiligt an der Entwicklung des Passagierflugzeugs Iljuschin Il-18, der davon abgeleiteten Iljuschin Il-38 und des späteren Schlachtflugzeugs Iljuschin Il-102.

## Ehrungen, Preise
- Medaille „Für die Verteidigung Moskaus“
- Medaille „Für heldenmütige Arbeit“
- Medaille „Für heldenmütige Arbeit im Großen Vaterländischen Krieg 1941–1945“
- Leninpreis im Bereich Technik für die Entwicklung und den Bau des Passagierflugzeugs Iljuschin Il-18 (1960 mit Entwicklungsleiter und Generalkonstrukteur Sergei Wladimirowitsch Iljuschin, Chefkonstrukteur Alexander Georgijewitsch Iwtschenko, Testpilot Wladimir Konstantinowitsch Kokkinaki und den führenden Konstrukteuren Waleri Afrikanowitsch Borog, Alexei Nikolajewitsch Slenko, Anatoli Jakowlewitsch Lewin, Wladimir Alexejewitsch Lotarjow, Anatoli Konstantinowitsch Pantelejew, Jewgeni Iwanowitsch Sankow, Wiktor Nikolajewitsch Semjonow und Alexei Illarionowitsch Schwedtschenko)
- Leninorden
- Orden des Roten Sterns (zweimal)
- Orden der Oktoberrevolution
- Orden des Roten Banners der Arbeit (dreimal)
- Medaille „40. Jahrestag des Sieges im Großen Vaterländischen Krieg 1941–1945“[1]